# Полевой (Бурятия)
Полево́й — посёлок в Кабанском районе Бурятии. Входит в сельское поселение «Кабанское».

## География
Расположен в Кударинской степи, в 7 км к западу от районного центра, села Кабанска, и в 9 км по автодороге севернее федеральной автомагистрали Р258 «Байкал» и станции Тимлюй на Транссибирской магистрали.

## Население
| 2002 | 2009 | 2010 |
| ---- | ---- | ---- |
| 10   | ↘7   | ↘3   |